# 泰納 (印第安納州)
泰納（英語：Tyner）是位於美國印第安納州馬歇爾縣的一個非建制地區。